# Taeniophyllum
Taeniophyllum es un género de orquídeas epifitas originarias de kis trópicos de Asia a África. Comprende 221 especies descritas y de estas, solo 183 aceptadas.

## Taxonomía
El género fue descrito por Carl Ludwig Blume y publicado en Bijdragen tot de flora van Nederlandsch Indië 7: 355. 1825.

## Algunas especies aceptadas
A continuación se brinda un listado de las especies del género Taeniophyllum aceptadas hasta marzo de 2013, ordenadas alfabéticamente. Para cada una se indica el nombre binomial seguido del autor, abreviado según las convenciones y usos.
- Taeniophyllum affine Schltr.
- Taeniophyllum aggregatum Schltr.
- Taeniophyllum album Schltr.
- Taeniophyllum alwisii Lindl.
- Taeniophyllum amboinense J.J.Sm.